# Rémi Monaque
 (août 2023).
Si vous disposez d'ouvrages ou d'articles de référence ou si vous connaissez des sites web de qualité traitant du thème abordé ici, merci de compléter l'article en donnant les références utiles à sa vérifiabilité et en les liant à la section « Notes et références ».
Rémi Monaque, né le 24 août 1936, est un contre-amiral et historien français. Il a écrit plusieurs ouvrages sur l'histoire de la Marine française. Il s'intéresse particulièrement à la marine impériale du temps de l'empereur Napoléon Ier.
En 2017, il reçoit le Grand prix de l'Académie de marine pour son ouvrage Une histoire de la marine de guerre française parue aux éditions Perrin.

## Publications
- L'École de guerre navale : 1896-1993 (préf. amiral Jean-Charles Lefebvre), Gallimard, 1995
- Les Aventures de Louis-René de Latouche-Tréville, Compagnon de La Fayette et commandant de l'Hermione dans la guerre d'Indépendance américaine, 2000 ; réédité en 2011
- Latouche-Tréville, l’amiral qui défiait Nelson, 2000 ; réédité en 2014. Avant-propos de Jean Tulard, préface de l'amiral Maurice Dupont.
- Trafalgar, éd. Tallandier, 2005 réédité en 2014  (ISBN 9782286018696)
- Suffren : un destin inachevé, édition Tallandier, 8 octobre 2009
- Une histoire de la marine de guerre française, Paris, Perrin, 2016, Grand prix de l'Académie de marine 2017
- Les grandes expéditions autour du monde - Toulon 1817-1840, Académie du Var, éd. Campanile, 2018, 177 p.  (ISBN 978-2-36993-046-4)
- Trafalgar  21 octobre 1805, Paris, Passés Composés, 2021